# Кахраманбейли
Кахраманбейли́ (азерб. Qəhrəmanbəyli) — село в Агдамском районе Азербайджана.

## Этимология
Название происходит от имени Кахраман-бека, основателя села, происходившего из рода Биналяр племени шахсевенов.

## История
Первые упоминания села датированы началом XX века.
В 1926 году согласно административно-территориальному делению Азербайджанской ССР село относилось к дайре Каркар Агдамского уезда.
После реформы административного деления и упразднения уездов в 1929 году был образован Афатлинский сельсовет в Агдамском районе Азербайджанской ССР.
Согласно административному делению 1961 и 1977 года село Кахраманбейли входило в Афатлинский сельсовет Агдамского района Азербайджанской ССР.
В 1999 году в Азербайджане была проведена административная реформа и был учрежден Гаджытуралинский муниципалитет Агдамского района, куда и вошло село.

## География
Неподалёку от села протекает река Каркарчай.
Село находится в 17 км от райцентра Агдам, в 23 км от временного райцентра Кузанлы и в 347 км от Баку. Ближайшая ж/д станция — Тазакенд.
Высота села над уровнем моря — 252 м.

## Население
| Численность населения |
| 1979                  |
| --------------------- |
| 230                   |

## Климат
В селе холодный семиаридный климат.

## Инфраструктура
1 октября 2011 налажена поставка природного газа, а в 2012 в село проведена телефонная связь.
В селе расположена библиотека.